# 七姓公
七姓公，亦稱為竹塹七姓，是台灣歷史上，平埔族道卡斯族竹塹社首批漢化的族人祖先。七姓指的是潘、衛、三、錢、廖、金、黎七個乾隆帝御賜的漢姓。

## 簡介
1786年11月27日，清朝台灣知府孫景燧取締天地會等原因，掀起民變林爽文事件。因響應民眾力量強大，至隔年2月，全台除台灣府城外，各大城市均陷入戰亂。
民變過程中，位於新竹、苗栗一帶平埔原住民道卡斯族（Taokas）選擇幫助清朝官府，並派出兵勇與林爽文軍隊作戰。1788年2月，道卡斯族人還協助官府逮捕林爽文。
為獎賞道卡斯族的功勞，當時乾隆帝特別賜了「潘、衛、三、錢、廖、金、黎」七個漢姓予道卡斯族人，並令其漢化改名。而七姓公則為其道卡斯後裔尊稱該批改名的道卡斯人先民，並在族內轄地設七姓公原住民祠廟與牌位予以祭祀。
今日七姓公之後仍存五姓家族，多分布於新竹縣竹北市、新埔鎮等地，七姓公祠廟今名采田福地，事實上，該祠廟也是台灣唯一較具規模的原住民祠堂。

## 七姓家族

### 衛姓
衛姓共有衛蔴朥吻直雷、衛里孛抵口六、衛興列三個家族。

### 廖姓
廖姓至少有廖豪邁、廖順直、廖皆只與廖松忠四個家族。

### 錢姓
錢姓有錢皆只、錢從禮與錢合歡三個家族。

### 三姓
三姓是竹塹社特有的漢姓，目前只有三里孛胝朥家族。

### 潘姓
目前還能找到的竹塹社潘姓家族為潘麻老達。

### 金姓與黎姓
金、黎兩姓絕嗣的時間為同治年間，今日竹塹社後裔已沒有這兩姓。